# Некрасово (сельское поселение Некрасово)
Некра́сово (карел. Rozboiničča) — деревня в Рамешковском районе Тверской области. Административный центр сельского поселения Некрасово (до 2006 года входило в состав Рамешковского сельского округа).
Находится в 3 км от районного центра Рамешки, на старом Бежецком шоссе, новая трасса «Тверь — Бежецк — Весьегонск — Устюжна» проходит в 1 км восточнее. Недалеко от деревни протекает река Шуйка, приток Каменки. За Шуйкой — карельская деревня (бывший хутор) Заручье.

## История
В XIII—XIV веках здешняя территория входила в Каменский стан Бежецкого Верха и относилась к владениям Великого Новгорода.
Старое название деревни Разбойница впервые упоминается в писцовой книге 1627—1629 годов.
В 1859 году Разбойница — русская владельческая деревня, 45 дворов, где проживали 347 человек (161 мужчина, 186 женщин). В 1887 году в деревне Разбойница Селищенской волости Рамешковского прихода Бежецкого уезда 71 двор, 381 житель (189 мужчин и 192 женщины), на военной службе 1 человек, грамотных 27 мужчин и 1 женщина, учились 11 мальчиков (посещали земскую школу в Рамешках). В 1913 году в деревне есть своя школа. Верующие посещали церковь в селе Рамешки, престольный праздник — Благоверного князя Александра Невского (6 декабря).
Крестьяне села активно участвовали в революционных событиях 1905 и 1917 годов.
В 1930 году в деревне Разбойница большинство крестьян объединились в колхоз им. Некрасова, с этого времени деревня стала называться Некрасово. В 1936 году в деревне Некрасово Некрасовского сельсовета Рамешковского района Калининской области — 70 хозяйств с населением 325 человек, из них в колхозе 67 хозяйств, 317 человек. Работали кузница, кирпичный завод, а также изба-читальня, были ячейки ВКП(б) и ВЛКСМ. В Некрасовский сельсовет кроме Некрасово входили деревня Цицеруха, поселение Высоково, хутора Гальково, Заручье 1-е, Заручье 2-е, Ясенка, Яфимиха.
В 1950 году произошло объединение нескольких хозяйств в колхоз им. Хрущёва, в 1959 году близлежащие колхозы слились в одно хозяйство с названием «Прогресс» с центральной усадьбой в Некрасово. В 1991 году в колхозе — 7231 га земли (в том числе 1982 га пашни), 979 голов КРС, 48 свиней, 16 лошадей.
В конце 1980-х годов в деревне построены дома для переселенцев из районов Брянской области, пострадавших от аварии на Чернобыльской АЭС.
В 2001 году в деревне в 79 домах, в них постоянно проживали 241 человек, 18 домов — собственность наследников и дачников.

## Известные люди
В деревне Некрасово Рамешковского района в 1924 году родился Герой Советского Союза (1943, посмертно) Александр Владимирович Асманов.